# Beato Pier Giorgio Frassati
Beato Pier Giorgio Frassati, även benämnt Oratorio Pier Giorgio Frassati, är ett kapell i Rom, helgat åt den salige Pier Giorgio Frassati (1901–1925). Kapellet är beläget vid Via Giovanni Artusi i zonen Torre Angela i östra Rom och tillhör församlingen Santi Simone e Giuda Taddeo a Torre Angela.
Kapellet, som uppfördes under 1990-talet, förestås av Comunità Santa Chiara e San Gabriele.

## Kommunikationer
- Tunnelbanestation Torre Angela – Roms tunnelbana, linje
- Busshållplats Torre Angela – Roms bussnät, linje 500